# Крибул
Крибу́л (болг. Крибул) — село в Благоєвградській області Болгарії. Входить до складу общини Сатовча.

## Населення
За даними перепису населення 2011 року у селі проживала 391 особа.
Національний склад населення села:
| Національність   | Кількість осіб | Відсоток |
| ---------------- | -------------- | -------- |
| болгари          | 208            | 55,9%    |
| турки            | 157            | 42,2%    |
| цигани           | 0              | 0%       |
| Всього відповіли | 372            |          |

Розподіл населення за віком у 2011 році:
Динаміка населення: